# Guangyang
För andra betydelser, se Guangyang (olika betydelser).
Guangyang är ett stadsdistrikt i Langfang i Hebei-provinsen i norra Kina.